# Outabouabane
Outabouabane (berberspråk: Uṭṭa Bu Ɛban, franska: Outabouabane (CR), Outabouabane (Commune Rurale), arabiska: بوحلو) är en kommun i Marocko.   Den ligger i provinsen Taounate och regionen Fès-Meknès, i den nordöstra delen av landet, 220 km öster om huvudstaden Rabat. Antalet invånare är 10 545.